# Péninsule de Corée
Ne doit pas être confondu avec la Corée.
La péninsule de Corée ou péninsule coréenne est une péninsule située en Asie de l'Est, entourée de la mer du Japon à l'est et au sud ainsi que de la mer Jaune à l'ouest, et comprenant une partie de la Corée à l'exclusion des terres situées au nord de l'isthme de Corée, bien qu'elles soient parfois incluses dans la péninsule, ainsi que les îles environnantes. Les Coréens sont la population indigène de la péninsule.

## Toponymie
La péninsule est appelée en coréen 조선반도 (écriture hangeul ; en hanja 朝鮮半島 ; transcription Chosŏn Pando), en mandarin 朝鲜半岛 / 朝鮮半島 (Cháoxiǎn Bàndǎo) et en japonais 朝鮮半島 / ちょうせんはんとう (Chōsen Hantō). En Corée du Sud, elle est aussi appelée 한반도 (韓半島, Han Bando) en référence à la période Samhan.

## Géographie
La péninsule de Corée est baignée à l'ouest par la mer Jaune (en Corée du Sud, appelée aussi Seohae 西海 « mer de l'Ouest »), au sud et à l'est par la mer du Japon (en Corée du sud, la partie sud de la mer du Japon est appelée Nanhae 南海 « mer du Sud », où se trouve le détroit de Corée, et le reste de la mer du Japon est appelé Donghae 東海 « mer de l'Est »).
Elle est reliée au reste de l'Asie au nord par l'isthme de Corée. De forme massive, elle s'étire vers le sud sur plusieurs centaines de kilomètres. Son littoral est très découpé et environné d'îles, notamment à l'ouest et au sud. L'intérieur des terres est accidenté avec des paysages de montagnes et de collines culminant à 1 708 mètres d'altitude au Seoraksan et dominant quelques rares plaines côtières.

## Histoire
En 1945, à la suite de la Seconde Guerre mondiale, la péninsule est partagée en deux zones d'occupations qui deviennent en 1948 deux États : la Corée du Sud, capitaliste et initialement occupée par les États-Unis, et la Corée du Nord, communiste et occupée par l'Union soviétique. Cette situation débouche en 1950 sur une guerre entre les deux pays et leurs alliés respectifs. Un cessez-le-feu, l'armistice de Panmunjeom, est signé en 1953.